# Movimiento Ibérico de Liberación
El Movimiento Ibérico de Liberación-Grupos Autónomos de Combate (MIL) fue una organización guerrillera anticapitalista y antifranquista activa durante los inicios de la década de 1970 en Cataluña.

## Ideología e historia
Influenciado por las experiencias de los Consejos Obreros, el MIL rechazaba cualquier actividad política o sindical, y preconizaba la agitación armada y la propaganda escrita para agudizar la lucha de clases y la emancipación de la clase obrera contra el capitalismo, por una sociedad comunista libertaria.
Eran un reducido grupo de activistas, que nunca sobrepasó la decena de militantes. Eran jóvenes, hombres y mujeres, procedentes de la clase media barcelonesa como los hermanos Oriol, Ignasi i Jordi Solé Sugranyes, Santiago Soler Amigó, Josep Lluís Pons Llovet y Salvador Puig Antich, amigos o hermanos entre sí. El MIL contaba también con el apoyo de otros grupos de jóvenes libertarios del sur de Francia (como Jean-Marc Rouillan y Jean Claude Torres), organizados por Oriol Solé a raíz de su exilio en Toulouse.
El MIL inició sus actividades en febrero de 1971, estructurándose en Grupos Autónomos de Combate (GAC). Sus acciones consistían en atracos a sucursales bancarias. Con el dinero robado editaban publicaciones clandestinas, creando las ediciones "Mayo del 37" (exmiembros del MIL continuaron publicando textos hasta 1975). Además, ayudaban a los comités de huelga y a los obreros represaliados.
Veían su grupo como un «grupo de apoyo» a la lucha obrera, que debía huir de crear intereses internos. Los MIL no se consideraron un grupo en la línea del FRAP o ETA. Nunca atentaron contra fuerzas de seguridad ni pusieron bombas debido al poco desarrollo de la organización,
Pronto se evidenciaron las contradicciones entre sus miembros sobre cómo organizar la lucha, hasta el punto de que el grupo decide disolverse en agosto de 1973. Apenas un mes después, tres de sus componentes, Salvador Puig, Oriol Solé y José Luis Pons, serían detenidos en Barcelona y enviados a prisión durante una redada anti-atracos. Otros consiguieron huir a Francia y continuaron el combate a través de los Grupos de Acción Revolucionaria Internacionalista (GARI), realizando acciones de denuncia sobre el régimen franquista para llamar la atención internacional sobre sus compañeros encarcelados en España.
Puig Antich fue ejecutado a garrote vil en la cárcel Modelo de Barcelona el 2 de marzo de 1974, después de ser condenado por la muerte del agente Francisco Anguas, de la Brigada Político-Social de Barcelona, en la reyerta y tiroteo que se produjo durante la operación de su detención el cual Puig Antich disparó repetidas veces contra el joven subinspector.
Oriol Solé Sugranyes murió en abril de 1976 en las montañas de Navarra próximas a Burguete, a causa de los disparos de la Guardia Civil. Intentaba llegar a Francia, después de participar en la fuga de Segovia con un grupo de presos de ETA y de otras organizaciones antifranquistas entre los que se encontraba su compañero Josep Lluís Pons Llovet. Este último fue condenado a casi 60 años de prisión, y tras una fuga de la cárcel y volver a ser capturado, fue excarcelado gracias a la Ley de Amnistía de 1977.
- En 1973 dicha organización se auto disolvió al integrarse en Grupos de Acción Revolucionaria Internacionalista (GARI) los pocos militantes activos que quedaban en ese momento.
- Grupos de Acción Revolucionaria Internacionalista:
  - En 1976 los miembros franceses que quedaban activos se integraron en Action Directe
  - En 1976 los miembros españoles que quedaban activos se integraron en Grupos de Resistencia Antifascista Primero de Octubre